# Людвіг IX (герцог Баварії)
Людвіг IX Багатий (*Ludwig IX. der Reiche, 23 лютого 1417 — 18 січня 1479) — герцог Ландсгут-Баварський у 1450—1479 роках.

## Життєпис
Походив з династії Віттельсбахів. Син Генріха XVI, герцога Ландсгут-Баварського, і Маргарити (доньки Альбрехта IV Габсбурга, герцога Австрійського). Народився у 1417 році у Бурггаузені. Дитинство і молодість провів у Бурггаузені разом з матір'ю. Про цей період відомо замало.
Після смерті батька в 1450 році стає новим герцогом. на відміну від попередника ненавидів жидів. Тому одним з перших наказів Людвіга IX було вигнання жидів, залишитися дозволено було лише тим, хто погодився прийняти християнство. Це завдало значної шкоди економіці, особливо ремісництву та фінансам. Проте герцог багато зробив задля розвитку копалень Раттенберзі і Кіцбюелі. Того ж року уклав договір з Альбрехтом III, герцогом Баварсько-Мюнхенським, за яким той визнав за Людвігом IX приєднання герцогства Баварія-Інгольштадт.
1452 року одружився з донькою Фрідріха II, курфюрста Саксонії. Під час святкування він за власний рахунок протягом тижня утримував 22 тисяч гостей з 9 тисячами коней.
Влітку 1456 року на території імперського міста Дінкельсбюль був повішений злодій, схоплений на герцогських володіннях. Людвіг IX розцінив це як порушення власних прав у судовому провадженні, тому відправив проти міста 1,5 тис. кіннотників, і домігся почесного похорону повішеного і виплати компенсації в 1 тисячу гульденів. Після цього він висунув права на Донауверт, який з його точки зору був несправедливо придбаний Людвігом VII. 8 жовтня 1458 року герцогське військо взял в облогу місто, яке через 11 днів здалося.
У 1459 році імператор Фрідріх III за захоплення Донауверта наклав на Людвіга IX імперську опалу, і доручив Альбрехту Ансбаському покарати злочинця. В свою чергу Людвіг IX звернувся за посередництвом до Іоганна III фон Ейха, єпископа Айхштатту. Але невдоволений діями останнього герцог вирішив оружно захищати свої інтереси. В результаті 1460 року почалася відкрита війна. війська герцога захопили місто Айхштатт. У 1462 році переміг Альбрехта Ансбаського у битві при Гінгені. Того ж року у Нюрнберзі укладено перемир'я. У 1463 році відповідно до Празького договору Донауверт було визнано імперським містом.
У 1472 році видав патент на заснування університету в Інгольштадті. 1474 року провадив земельний порядок, яким визначено права шляхти, лицарів, міст по вій території герцогства. У 1475 році влаштував весілля свого сина з донька Казимира IV, короля Польщі. Цим було посилено фінанси та політичне становище Людвіга IX. Помер у 1479 році у Ландсгуті. Йому спадкував син Георг.

## Родина
Дружина — Амалія, донька Фрідріха II Веттіна, курфюрста Саксонії.
Діти:
- Єлизавета (1453—1457)
- Георг (1455—1503), герцог Ландсгут-Баварії у 1479—1503 роках
- Маргарита (1456—1501), дружина Філіппа Віттельсбаха, курфюрста Пфальца
- Анна (1462)